# Cryptandra distigma
Cryptandra distigma är en brakvedsväxtart som beskrevs av B.L. Rye. Cryptandra distigma ingår i släktet Cryptandra och familjen brakvedsväxter. Inga underarter finns listade i Catalogue of Life.